# 앨리슨 이스트우드
앨리슨 이스트우드(Alison Eastwood, 1972년 5월 22일 ~ )는 미국의 배우, 모델, 영화 감독, 패션 디자이너이다.

## 출연 작품
- 라스트 미션 (2018)
- 배틀크릭 (2017)
- 크루 (2014)
- 파인딩 하모니 (2014)
- 아메리칸 머스탱 (2013)
- 카튼우드 (2013)
- 죽음의 그림자 (2012)
- 원스 폴른 (2010)
- 레일즈 앤드 타이즈 (2007)
- The Lost Angel (2005)
- 돈 텔 (2005)
- 데이 알 어멍 어스 (2004)
- 풀홀 정키스 (2002)
- 블랙 앤 화이트 (1999)
- 프렌즈 & 러버스 (1999)
- 섹스 온 더 비치 (1999)
- 챔피언의 아침 (1999)
- 미드나잇 가든 (1997)
- 앱솔루트 파워 (1997)
- 연쇄 살인 (1984)